# Элиава, Шалва Зурабович
Ша́лва Зура́бович Элиа́ва (груз. შალვა ზურაბის ძე ელიავა; 18 (30) сентября 1883, село Ганири, Кутаисская губерния — 3 декабря 1937) — советский партийный и государственный деятель.

## Политическая и государственная деятельность
Член РСДРП с 1904 года. Принимал активное участие в революционной деятельности в борьбе с царским режимом, за что был 8 раз подвергнут аресту, 2 раза — ссылке, и в общей сложности около 2 лет пробыл в заключении.
Первый председатель Вологодского губернского совета Рабочих и солдатских депутатов (март-декабрь 1917) и председатель Вологодского губернского исполнительного комитета (январь-апрель 1918). Член Реввоенсовета Южной группы Восточного фронта (10 апреля — 11 августа 1919), Реввоенсовета Туркестанского фронта (15 августа 1919 — 23 сентября 1920), а впоследствии и Реввоенсовета СССР (28 августа 1923 — 21 ноября 1925).
Председатель Комиссии по делам Туркестана ВЦИК и СНК РСФСР (8 октября 1919 — август 1922) и член Туркестанского бюро РКП(б) (август 1920 — август 1922).
Полпред РСФСР в Турции и Персии (1920—1921). Нарком военно-морских дел Грузинской ССР (1921—1922) и Закавказской СФСР (1922—1923).
Председатель Совета Народных Комиссаров Грузинской ССР (1923—1927) и Закавказской СФСР (1927—1931).
Заместитель наркома внешней торговли СССР (1931—1936) и заместитель наркома лёгкой промышленности СССР (1936—1937). Член ЦИК СССР, кандидат в члены Президиума ЦИК СССР в 1924—1929 годах, член Президиума ЦИК СССР в 1929—1931 годах.
Делегат многочисленных партийных съездов. На XV-XVII Съездах ВКП(б) избирался кандидатом в члены ЦК. Награждён 3 орденами.
В 1937 году репрессирован, расстрелян.

## Ранние годы
Родился 18 сентября 1883 года в селении Ганири Кутаисского уезда в семье обедневшего дворянина. Рано лишился отца. В 8 лет был отдан в Кутаисскую классическую гимназию. По воспоминаниям самого Ш. З. Элиавы именно в гимназии и под влиянием своего старшего брата адвоката Нико он приобщился к революционным идеям.

В старших классах гимназии стал интересоваться общественными вопросами. Кутаисская гимназия отличалась обилием всякого рода кружков, в том числе и марксистского. Непосредственное влияние на меня оказывали мой старший брат — тогда студент московского университета — и те революционеры, с которыми мне довелось познакомиться через посредство брата. К числу этих революционеров относились нынешний председатель Зак. ЦИКа Миха Цхакая и ныне покойный Александр Цулукидзе, который уже тогда был серьёзным теоретиком-марксистом. В университет поступил уже зараженный революционными идеями, правда, ещё не совсем оформившимися.
— Из автобиографии Ш. З. Элиавы
После окончания гимназии в 1903 году поступил на юридический факультет Санкт-Петербургского университета, где уже на первом курсе обучения познакомился со многими членами РСДРП и оказывал помощь партии, в том числе в виде хранения нелегальной литературы. В феврале 1904 года принял участие в студенческой демонстрации. Летом 1904 года уехал на каникулы домой.

## Участие в РСДРП в 1904—1915 годах

### Вступление в РСДРП
Вернуться в университет осенью 1904 года Ш. З. Элиаве не удалось. В конце 1904 года вступил в РСДРП и начал активную революционную деятельность. Примкнул к большевистскому крылу партии. В январе 1905 года арестован накануне забастовки в Тифлисе. Однако достаточно быстро был отпущен и отправился в Кутаисскую губернию, где занимался агитационной и пропагандистской деятельностью до августа 1905 года. В августе вернулся в Тифлис и принял активное участие в октябрьской забастовке 1905 года, будучи членом стачечного комитета от фракции большевиков. После подавления декабрьского восстания в Москве и ликвидации второй забастовки на Кавказе был вновь арестован и освобождён лишь в конце февраля 1906 года. В апреле 1906 года был опять арестован и освобождён осенью 1906 года. После этого решил продолжить обучение в Санкт-Петербургском университете и отправился в Петербург.

### Продолжение обучения в университете
В университете продолжал заниматься революционной деятельностью и участвовал во всех студенческих забастовках. В сентябре 1906 года впервые встретился с В. И. Лениным:9. После участия в студенческой забастовке 1908 года и разгрома некоторых студенческих организаций ушёл в подполье. В 1909 году накануне запланированной на 1 мая демонстрации царская полиция разгромила большевистскую типографию, в которой работал Ш. З. Элиава и арестовала его вместе с соратниками.

Через полтора месяца он был выпущен на свободу, однако в июне 1909 года вновь арестован и вскоре выслан из столицы. С большими трудностями осенью 1909 года Ш. З. Элиаве удалось добиться освобождения и разрешения на поездку в Петербург для сдачи государственных экзаменов. Однако, все экзамены сдать не удалось, поскольку в ноябре был подвергнут очередному аресту:11.

### Первая ссылка
11 ноября 1910 года был одним из организаторов крупной политической манифестации в день похорон Л. Н. Толстого. За это уже на следующий день был арестован и на 4 месяца помещён в дом предварительного заключения. После этого был выслан на 3 года в Олонецкую губернию под гласный надзор полиции. Прошение оставить в Петрозаводске было отклонено и Ш. З. Элиаву отправили пешком в село Толвуя в 200 км от Петрозаводска. От ближайших деревень село отделяли 80 км. В Толвуя не было работы, литературный труд был запрещён, а жалования от казны Ш. З. Элиава не получал:12. Кроме того, в условиях северного климата резко ухудшилось состояние его здоровья (хронический бронхит, кровотечение из носу, атрофия мышц левой нижней конечности), подорванное ещё во время этапного перехода. В этой связи 20 июля 1911 года был переведён в земскую больницу села Великая Губа. В Великой Губе прожил до августа 1912 года. После этого 24 августа 1912 года отправлен этапным переходом в городок Чёрный Яр Астраханской губернии. Здесь возобновляет свою революционную деятельность: связывается с местными социал-демократами, участвует в работе губернской большевистской организации, поддерживает связь с центром и Закавказьем, получает нелегальную литературу, в том числе и газету «Правда»:12.

### Возвращение в Петербург
По окончании ссылки в марте 1913 года вернулся в Петербург с целью сбора денежных средств для газеты «Правда». Затем на 4 месяца перебирается в Кутаиси, где ведёт агитационную и пропагандистскую работу, а в ноябре 1913 года переезжает в Тифлис. Однако в Тифлисе подвергся нападению жандармов и через неделю вынужден был переехать в Кутаисскую губернию. Пробыв в Кутаиси несколько месяцев, вернулся обратно в Петербург. В начале 1914 года был направлен партийной организацией для работы в больничную кассу при фабрике «Треугольник», секретарём которой пробыл до апреля 1915 года. Кроме того, в это же время являлся сотрудником газеты «Правда». Осенью 1914 года арестован и после 4 месяцев пребывания в тюрьме приговорён к высылке в Енисейскую губернию. Однако из-за болезни был отправлен в Астраханскую губернию, а в декабре 1915 года переехал под надзор полиции в Вологду.

## Деятельность в Вологде
В Вологде работал в кооперативном объединении «Северо-Союз» сначала в качестве секретаря, затем — заведующего экономическим отделом. Первоначально до октября 1916 года проживал на квартире Е. А. Величковской (ныне Зосимовская, 47), где нередко проводил встречи с местными и ссыльными большевиками. Имел постоянный контакт с организатором вологодского РСДРП О. А. Варенцовой, Л. М. Быстровой, И. А. Саммером. Кроме того встречался с рабочими железнодорожных мастерских.
После победы Февральской революции решил остаться в Вологде и принял непосредственное участие в учреждении Вологодского губернского совета рабочих и солдатских депутатов. 15 марта 1917 года на первом заседании совета избран его председателем, несмотря на то, что в нём доминировали представители меньшевиков и эсеров:16. Совет под его руководством занял позицию сотрудничества с временной властью в Вологде, а сам Ш. З. Элиава стоял на позициях оборончества и пацифизма. Однако, если верить его воспоминаниям, после июльского кризиса и корниловского мятежа разуверился в оборончестве, характеризуя его как «никчёмные и вредные иллюзии». 25-26 октября участвовал в работе II съезда Советов рабочих и солдатских депутатов, на котором были утверждены исторически важные первые декреты советской власти. После возвращения в Вологду 26 ноября 1917 года был вновь делегирован в Вологодский губернский совет рабочих и солдатских депутатов, а на самом совете избран председателем Вологодского губернского исполкома совета. 18 декабря 1917 года участвовал в губернской съезде РСДРП, на котором было оформлено создание большевистской организации в Вологодской губернии:18. После объединения Совета рабочих и солдатских депутатов с Советом крестьянских депутатов был избран председатель губисполкома объединённого совета и от его имени 23 января 1918 года провозгласил в Вологодской губернии установление советской власти.
В марте 1918 года участвовал в работе IV Чрезвычайного Всероссийского съезда советов, на котором было одобрено заключение Брестского мира. В апреле 1918 года после проведения I Вологодского губернского съезда Советов рабочих, солдатских и крестьянских депутатов стал губернским комиссаром по продовольствию и возглавил продовольственные органы Вологодской губернии. На этой должности фактически ввёл военный режим в области заготовок продовольствия, организовывал продотряды и проводил активную политику по реквизиции излишков хлеба, чем нередко вызывал широкое недовольство местного населения:23. На посту комиссара губпродкома оставался до декабря 1918 года.

## На Восточном фронте
В ноябре 1918 года на VI Всероссийском съезде Советов был избран членом ВЦИК, а в декабре 1918 года переехал на работу в Москву в качестве члена коллегии Народного комиссариата торговли и промышленности, возглавляемого Л. Б. Красиным. 12 февраля 1919 года была создана особая (временная) комиссия Совнаркома по делам Туркестана. Ш. З. Элиава был назначен председателем Турккомиссии. Однако Туркестан на тот момент был отрезан от Центральной России фронтом Гражданской войны, а дороги до туда находились под контролем белогвардейцев А. В. Колчака. Поэтому комиссия сперва остановилась в Самаре, затем — в Оренбурге. К тому же в условиях наступления А. В. Колчака деятельность Турккомиссии была временно свёрнута, а сам Ш. З. Элиава временно вынужден был заняться агитационной работой среди населения приволжских и уральских городов. Вскоре он был назначен членом Реввоенсовета I Армии, затем членом реввоенсовета Южной группы войск Восточного фронта, которым командовал М. В. Фрунзе. На этой должности занимался как непосредственным планированием и командованием военными операциями, так и мобилизацией населения.
После разделения Восточного фронта на Восточный и Туркестанский в августе 1919 года, вошёл в состав Реввоенсовета Туркестанского фронта. В октябре 1919 года после успехов Красной Армии в Туркестане, сосредоточил свою деятельность на председательстве в Турккомиссии, которой было поручено партийное руководство в Туркестане. В январе 1920 года Турккомиссия приняла непосредственное участие в создании Коммунистической партии Туркестана (КПТ). В августе 1920 года Турккомиссия была расформирована, а её деятельность, как партийного органа, продолжило Туркестанское бюро ЦК РКП(б). В состав комиссии вошёл и Ш. З. Элиава.
В мае и августе 1922 года, будучи уже наркомом военно-морских сил Грузинской ССР, Ш. З. Элиава выезжал в Туркестан где участвовал в разработке военно-политических и партийно-организационных мероприятий с целью советизации Средней Азии, пропаганды среди местного населения, ликвидации басмачества и восстановления народного хозяйства:23. Впоследствии за деятельность в Туркестане он был награждён двумя Орденами Красного Знамени: в 1928 году — по представлению ЦИК Туркменской ССР, и в 1932 году — по представлению ЦИК Узбекской ССР:47-48,59-60.

## Полпред в Турции и Северном Иране
По возвращении из Туркестана летом 1920 года являлся полпредом РСФСР в Турции и Северной Персии. Однако на этой должности побывать успел только в Персии. Из-за тяжёлой болезни тифом поездку в Турцию пришлось отменить. На этой должности Ш. З. Элиава сумел установить личные контакты с представителями рабочих и коммунистами, государственными и военными деятелями Турции и Персии:48-49. А в Тегеране смог даже выступить перед местным парламентом. Будучи полпредом, 1 сентября 1920 года принял участие в I Съезде народов Востока, проходившим в Баку.

## Государственная деятельность в Закавказье

### Участие в советизации Грузии и образовании ЗСФСР
11—12 февраля в Лорийском районе Грузии вспыхнуло вооружённое выступление против грузинского меньшевистского правительства. Восстание распространилось и на соседние районы. Ш. З. Элиава вошёл в военно-революционный комитет, который 16 февраля 1921 года взял на себя руководство восстанием. По прошению ревкома на помощь восстанию выступила Красная Армия, а Ш. З. Элиава был введён в состав Реввоенсовета XI Красной Армии:50-51. 25 февраля 1921 года объединённые силы Ревкома и Красной Армии захватили Тифлис и провозгласили образование Грузинской Советской Социалистической Республики.
После установления в Грузии советской власти Ш. З. Элиава являлся членом грузинского Ревкома, ставшего высшим революционным органом власти в Грузии, и содействовал созданию местных грузинских частей Красной Армии. В марте 1921 года назначен наркомом военно-морских дел Грузинской ССР. Занимая эту должность, 21 марта 1921 года издал декрет о создании Грузинской Красной Армии:55. 26 сентября — 13 октября 1921 года в качестве представителя Грузинской ССР участвовал в работе конференции в Карсе. Конференция завершила работу подписанием Карсского договора, который устанавливал сухопутные и водные границы между странами участниками конференции:57.
В феврале 1922 года принял участие в I Всегрузинском съезде Советов, на котором Ревком передал советским органам всю полноту власти. На том же съезде 2 марта 1922 года была принята Конституция Грузинской ССР и было учреждено грузинское правительство — Совет народных комиссаров. Ш. З. Элиава вошёл в состав грузинского Совнаркома, по-прежнему занимая должность наркома военно-морских дел.
Был одним из инициаторов объединения закавказских республик, которое состоялось 10-13 декабря 1922 года на I Закавказском съезде Советов. На съезде было решено объединить Грузинскую, Армянскую и Азербайджанскую ССР в Закавказскую Советскую Федеративную Социалистическую Республику и принята Конституция ЗСФСР.
Ш. З. Элиава, назначенный наркомом военно-морских дел объединённой республики, участвовал в работе Съезда и был избран в состав ЦИК ЗСФСР.

### Председатель Грузинского Совнаркома
В 1923 году Ш. З. Элиава был назначен Председателем Совета Народных комиссаров Грузинской ССР. Его деятельность на этом посту совпала с так называемым «Грузинским делом». Ш. З. Элиава поддержал позицию союзного руководства и XII Съезде РКП(б) подверг критике противников вхождения Грузии в СССР через Закавказскую федерацию, которых съезд обвинил в «национал-уклонизме»:61-62.
Кроме того, непосредственно в Грузии Ш. З. Элиава проводил политику ликвидации остатков «антисовестких» партий. Кроме того была устроена чистка госаппарата, включая органы ЧК, милиции и прокуратуры:64. В деревне началось проведение политики раскулачивания. С осени 1924 года открыто выступил критиком Л. Д. Троцкого и внутри грузинской компартии проводил борьбу с «троцкизмом»:65-67.
В годы правления Ш. З. Элиавы в Грузии. Было широко развёрнуто кооперативное движение, строительство школ, техникумов, институтов, культурно-просветительных и лечебных учреждений:67.
4 января 1924 года на II Съезде Советов ЗСФСР был вновь избран членом Закавказского ЦИКа:63-64. 13 мая 1925 года состоял в Президиуме на III Всесоюзном съезде Советов, а 21 мая на первой сессии ЦИК СССР третьего созыва избирается кандидатом в члены президиума от Совета национальностей:68.
После XIV съезда ВКП(б), который получил название «съезд индустриализации», Ш. З. Элиава начинает проводить мероприятия по развитию промышленности и индустриализации Грузии:69-70.

### Председатель Совнаркома ЗСФСР
В апреле 1927 года назначен председателем Совета Народных комиссаров Закавказской СФСР и председателем Высшего экономического совета этой республики. В годы его руководства закавказским правительством была построена Земо-Авчальская, Шовская, Онская, Абашская и Нухинская ГЭС. Начато строительство Рионской, Дзорагетской и Верхне-Зурнабадской ГЭС:72-74.
На V Съезде компартии Закавказья 21-25 ноября 1927 года Ш. З. Элиаве и его сторонникам удалось окончательно вытеснить внутрипартийную оппозицию:74.
На годы его руководства исполнительной властью Закавказской СФСР выпало начало общесоюзной индустриализации и коллективизации. В области аграрной политики Ш. З. Элиава был сторонником создания в Закавказье крупных коллективных хозяйств и специализации на определённых культурах, а сам регион хотел превратить в крупнейший союзный центр животноводства и выращивания фруктов.

А если в нашей стране применить электрическую энергию, если оросить огромные степи Азербайджана, которые могут дать в результате оросительных работ около 1100 га под хлопок, если осушить наши заболоченные места в районе влажных субтропиков в Грузии, которые могут дать свыше 200 га под субтропические культуры, под лекарственные растения, если вооружить сельское хозяйство соответствующими механическими средствами, то Закавказье может двигаться темпами гораздо более быстрыми, чем другие районы нашего союза … Закавказье должно превратиться по линии фруктоводства в советскую социалистическую Флориду и Калифорнию … У нас есть, товарищи, возможность развития животноводства и по линии свиноводства, и по линии шерстного овцеводства, и по линии крупного молочного скота, по которому Закавказье в своё время занимало первое место в России и второе место в Европе.
Из выступления Ш. З. Элиавы на XVI Съезде ВКП(б).

В марте 1932 года за заслуги в «укреплении Советской власти в Закавказье» ЦИК ЗСФСР наградил Ш. З. Элиава Орденом Трудового Красного Знамени:77.

## Участие в работе союзных органов власти
Участвуя в политической жизни тех или иных окраин советского пространства, Ш. З. Элиава регулярно привлекался к работе общесоюзных органов. Так он принял участие в XII—XVII съездах партии, а на XV—XVII съездах избирался кандидатом в члены ЦК ВКП(б). Кроме того, он принимал участие в съездах Советов и избирался в ЦИК СССР.
В 1931 году назначен заместителем Народного комиссара внешней торговли СССР. Назначение его на эту должность было связано с тем, что Ш. З. Элиава был хорошо знаком с этой отраслью. В годы его работы на этой должности некоторые капиталистические страны начали устанавливать дипломатические отношения с СССР и заключать торговые договоры, укрепляются экономические и торговые связи с этими странами. Сам Ш. З. Элиава принимал активное участие во встречах, приёмах, переговорах:78-79. Помимо этого, одним из результатов деятельности наркомата являлся активный торговый баланс страны три года подряд (1933, 1934, 1935 годы), а в 1935 году — ещё и активный платёжный баланс.
В 1936 Ш. З. Элиава был назначен заместителем наркома лёгкой промышленности СССР. На этом посту он уделял особое внимание освоению новой техники и подбору кадров (в том числе и форсированному обучению рабочих лёгкой промышленности):81. На эти же годы приходилось стахановское движение в лёгкой промышленности.

## Смерть
В 1937 году в партийных рядах началась «большая чистка», которую не избежал и Ш. З. Элиава. 17-19 мая 1937 года на Пленуме ЦК он вместе с И. Д. Орахелашвили был обвинён в том, что знал «о контрреволюционной работе грузинского троцкистского центра, но скрыл об этом от ЦК» и исключён из состава Центрального комитета партии. Уже 20-22 мая 1937 года был арестован. Во время следствия был обвинён в том, что в 1928 году участвовал в создании «контрреволюционной группы правых» в Грузии, которая якобы была организована по директиве А. И. Рыкова и Н. И. Бухарина.

«Организация вела работу по сколачиванию контрреволюционных кадров для вредительства, шпионажа, диверсий и поддерживала связь с Бухариным, Рыковым и украинским центром правых, с которым было договорено об одновременном вооруженном восстании на Украине и в республиках Закавказья в момент начала войны … В 1935 году по директиве Рыкова, переданной через Элиава, республиканские центры установили контакты для совместной борьбы с партией и советской властью со всеми контрреволюционными группировками и организациями в Закавказье — троцкистами, меньшевиками в Грузии, дашнаками в Армении и муссаватистами в Азербайджане … Фактически был создан единый фронт борьбы против партии и советской власти со стороны всех антисоветских сил внутри Грузии и Закавказья … Вся эта сволочь представляла собой чудовищное сплетение шпионов, предателей, вредителей, диверсантов, лиц с самыми разнообразными контрреволюционными взглядами и убеждениями, но объединенных звериной ненавистью к руководству ВКП(б) и гнусным желанием свергнуть Советскую власть».
Из записки Л. П. Берии И. В. Сталину о «контрреволюционных» группах в Грузии.

Фигуранты дела обвинялись также в том, что установили связи с Англией, Францией и нацистской Германией, а также пытались применить террор против руководства ВКП(б) и правительства как в центре, так и на местах. На допросе Ш. З. Элиава дал признательные показания в том, что «является агентом французской, английской и немецкой разведок и одним из руководящих работников контрреволюционной террористическо-диверсионной организации правых в Грузии».

«В Москве он [Ш. З. Элиава] поддерживал связь с Бухариным, который дал ему директиву по организации террористических актов против товарища Сталина, Молотова, Ворошилова, Кагановича. Элиава Ш. поддерживал также тесную связь с Гамарником и Тухачевским, знал о составе к.-р. центра военной организации, его работе. По предложению Тухачевского Ш. Элиава согласился передавать германскому генеральному штабу все интересующие его сведения шпионского характера о состоянии грузинских частей Красной Армии, о положении в Грузии и другие материалы, полученные им для этой цели от Г. Мгалоблишвили и Ш. Матикашвили»
Из записки Л. П. Берии И. В. Сталину о «контрреволюционных» группах в Грузии

3 декабря 1937 года Ш. З. Элиава был расстрелян. Вплоть до XX съезда КПСС его имя вообще не упоминалось в советских изданиях. Реабилитирован 8 февраля 1956 года в партийном порядке КПК при ЦК КПСС.

## Награды
- Орден Красного Знамени — по представлению ЦИК Туркменской ССР от 25 января 1928 года, за то, что «был членом РВС Туркестанского фронта в 1919—1920 годах, личным участием содействовал успешному завершению операций на Оренбургском направлении, что помогло установить связь с Центром России Туркестанской республики, принимал активное участие в организации помощи трудящимся Бухары и Хивы в свержении деспотий и личным участием оказал громадную помощь трудящимся Средней Азии в советизации районов, освобождённых от белогвардейцев, способствовал осуществлению основных начал национальной политики Советской власти».
- Орден Трудового Красного Знамени — по представлению ЦИК Закавказской СФСР в марте 1932 года.
- Орден Красного Знамени — по представлению ЦИК Узбекской ССР от 29 октября 1932 года, «за большие заслуги в деле советизации, хозяйственного строительства и в борьбе с басмачеством»[3].:47-48,59-60,77.